# Hycleus sjoestedti
Hycleus sjoestedti là một loài bọ cánh cứng trong họ Meloidae. Loài này được Borchmann in Sjöstedt miêu tả khoa học năm 1910.